# Озерки (Мішкинський район, Башкортостан)
Озерки́ (рос. Озерки, башк. Озерки) — присілок у складі Мішкинського району Башкортостану, Росія. Входить до складу Староарзаматовської сільської ради.
Населення — 226 осіб (2010; 247 у 2002).
Національний склад:
- марійці — 99 %